# Cercophonius squama
Cercophonius squama — вид скорпіонів з родини Bothriuridae. Ендемік Австралії.

## Поширення
Вид поширений в Південній Австралії, Вікторії, Новому Південному Уельсі і Тасманії. Це єдиний скорпіон, що трапляється в Тасманії.

## Опис

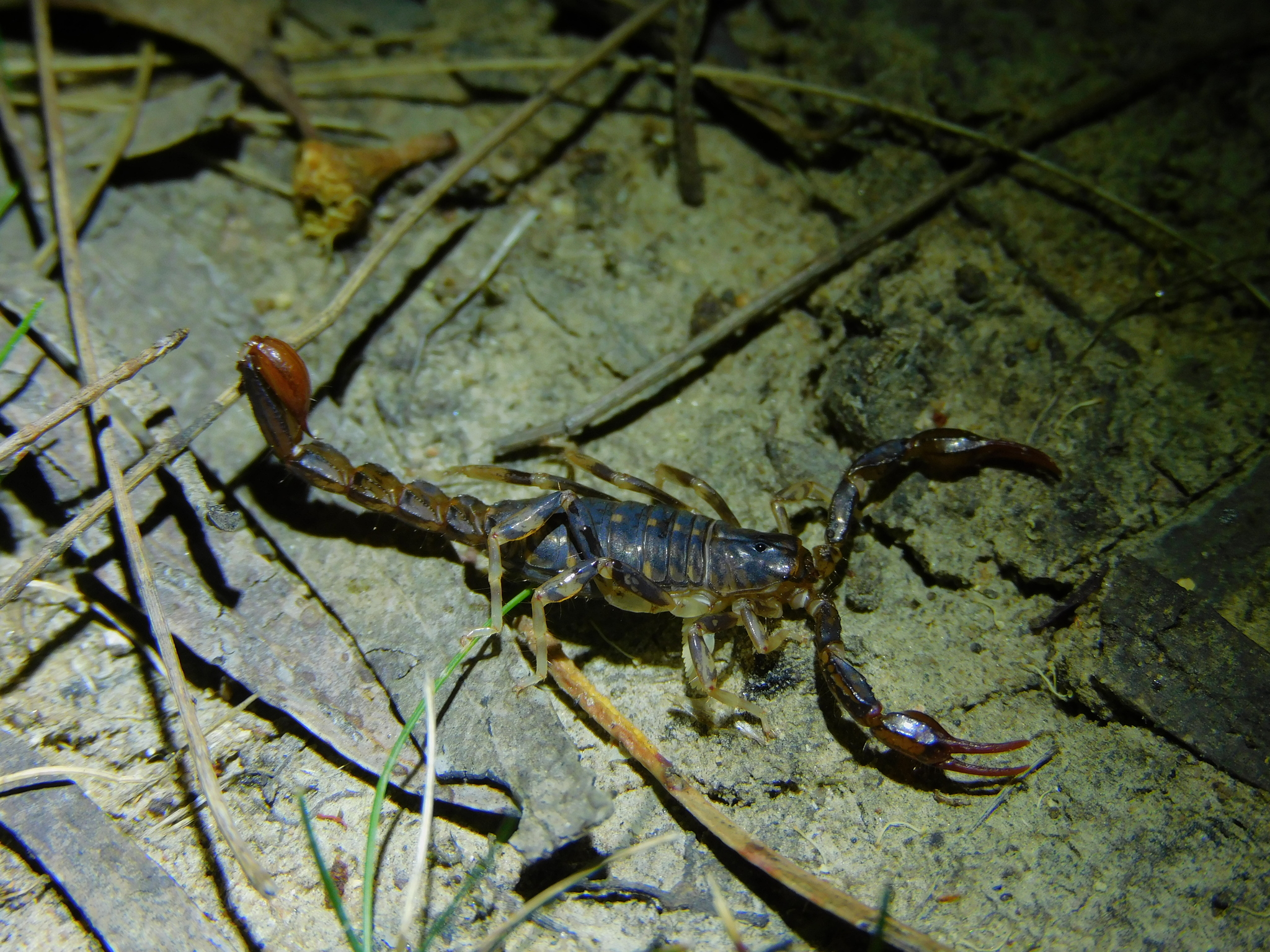

Зазвичай він має довжину близько 25–40 мм. Тіло від кремово-жовтого до помаранчево-коричневого кольору з темно-коричневими вкрапленнями. Ніжки жовті з темно-коричневим пігментом.

## Спосіб життя
Веде нічний спосіб життя. Риють глибокі нори, де ховаються вдень або перечікують несприятливі погодні умови. Запліднення відбувається перед зимою, а народження зазвичай відбувається влітку. Самиці народжують 20-30 живих дитинчат. Молодняк при народженні білий і з м'яким тілом. Було помічено, що самиці вибірково поїдають частину молодняку. Для повного формування екзоскелета новонароджених потрібно приблизно два тижні.